# Big Train
Big Train er et surrealistisk britisk sketch-show skabt af Arthur Mathews og Graham Linehan, der også står bag den succesfulde sitcom Father Ted. Big Train blev første gang vist på BBC Two i 1998 efterfulgt af anden sæson, hvor Graham Linehan ikke havde deltaget, i 2002.

## Overblik
Ligesom de berømte Monty Python er Big Trains sketches almindelige sitationer, der får et surrealistisk og/eller makabert twist. Som eksempel kan nævnes en sketch, hvor en mand med dårlige manere bliver dolket af sin flove kone ved middagsselskab. Serien er sandsynligvis mest kendt for en tilbagevendende sketch med en stirrekonkurrence kommenteret af BBCs fodboldkommentatore Barry Davies og Phil Cornwell. Stirrekonkurrencen var baseret på en tegneserie af Paul Hatcher og animeret af Chris Shepherd. 
Selvom serien varede to sæsoner, havde den kun et begrænset publikum. Den blev dog alligevel valgt til "Best 'Broken Comedy' Show" ved det prestigefyldte British Comedy Awards i 1999. Begge sæsoner blev udgivet på dvd d. 25. oktober 2004.
Seriens stjerner talte blandt andre Kevin Eldon, Mark Heap og Simon Pegg i begge sæsoner, Julia Davis og Amelia Bullmore i første sæson og Rebecca Front, Tracy-Ann Oberman og Catherine Tate i anden sæson. De vigtigste skuaspillere har desuden med i flere andre comedy shows såsom I'm Alan Partridge, Look Around You, Spaced, Smack the Pony, Brass Eye og Green Wing. Catherine Tate fik senere sit eget show på BBC ved navn The Catherine Tate Show. 
Den første episode blev instrueret af Chris Morris, men blev aldrig vist i sin fulde udstrækning. Dog er nogle af sketchene spredt ud i senere episoder. Med undtagelse af Peg har alle første sæsons faste skuespillere desuden medvirket i Chris Morris' sketchshow Jam fra 2000.
Selvom en sketch med et tog er med i første sæson, er det ikke fra den showet har sit navn. Det kommer derimod af melodien af samme navn, der spilles samtidig med underteksterne. Sangen Big Train blev optaget af Max Greger og hans orkester og er senere blevet brugt i en reklame for Virgin Trains.
Første sæson blev filmet med 35mm film, mens anden sæson blev filmet med DigiBeta. Ingen af sæsonerne er filmet i et studie, så et publikum blev vist optagelserne for at få dåselatter.

## Premiere
Big Train blev første gang vist mandag aftener på BBC Two i disse to følgende perioder:
- Sæson 1 (6 episoder): 9. november – 4. december 1998
- Sæson 2 (6 episoder): 7. januar – 11. februar 2002

## Dvd-udgivelser
Sæson 1 og 2 er blevet udgivet i Storbritannien og USA.